# هوارد سيمون
هوارد سيمون (بالإنجليزية: Howard Simon)‏ هو رسام أمريكي، ولد في 1902، وتوفي في 1979.